# Franco Selvaggi
Franco Selvaggi (15. květen 1953, Pomarico, Itálie) je bývalý italský fotbalový útočník a trenér.
Fotbalovou kariéru začal v Ternaně. První zápas v nejvyšší lize odehrál právě v tomto klubu v sezoně 1972/73. Po sezoně odešel do Řím, jenže tady odehrál jen dva zápasy a tak se vrátil domů. Po několika měsíců jej klub prodal do druholigového Taranta, kde hrál pět let.
V roce 1979 se tehdejší manažer Cagliari Luigi Riva jej koupil do svého týmu. Zde odehrál tři sezony. V první sezoně vstřelil 12 branek a zařadil se na 4. místo v tabulce střelců. V roce 1982 odešel do Turína, kde hrál dva roky. Poté hrál v Udinese a v roce 1985 odešel do Interu. Kariéru ukončil v roce 1987 v druholigovém Sambenedettese.
Za reprezentaci odehrál tři zápasy, ale byl součástí týmu na zlatém MS 1982, byť na šampionátu do bojů nezasáhl.

## Hráčská statistika
| Sezóna  | Klub           | Liga    | Liga   | Liga | Ligové poháry | Ligové poháry | Ligové poháry | Kontinentální poháry | Kontinentální poháry | Kontinentální poháry | Celkem | Celkem |
| Sezóna  | Klub           | Soutěž  | Zápasy | Góly | Soutěž        | Zápasy        | Góly          | Soutěž               | Zápasy               | Góly                 | Zápasy | Góly   |
| ------- | -------------- | ------- | ------ | ---- | ------------- | ------------- | ------------- | -------------------- | -------------------- | -------------------- | ------ | ------ |
| 1972/73 | Ternana        | Serie A | 12     | 1    | IP            | 0             | 0             | -                    | 0                    | 0                    | 12     | 1      |
| 1973/74 | Řím            | Serie A | 2      | 0    | IP            | 1             | 0             | -                    | 0                    | 0                    | 3      | 0      |
| 1974    | Ternana        | Serie A | 1      | 0    | IP            | 1             | 0             | -                    | 0                    | 0                    | 2      | 0      |
| 1974/75 | Taranto        | Serie B | 29     | 3    | IP            | 0             | 0             | -                    | 0                    | 0                    | 29     | 3      |
| 1975/76 | Taranto        | Serie B | 18     | 2    | IP            | 0             | 0             | -                    | 0                    | 0                    | 18     | 2      |
| 1976/77 | Taranto        | Serie B | 30     | 7    | IP            | 4             | 0             | -                    | 0                    | 0                    | 34     | 7      |
| 1977/78 | Taranto        | Serie B | 33     | 6    | IP            | 7             | 2             | -                    | 0                    | 0                    | 40     | 8      |
| 1978/79 | Taranto        | Serie B | 35     | 4    | IP            | 3             | 1             | -                    | 0                    | 0                    | 38     | 5      |
| 1979/80 | Cagliari       | Serie A | 30     | 12   | IP            | 4             | 0             | -                    | 0                    | 0                    | 34     | 12     |
| 1980/81 | Cagliari       | Serie A | 27     | 8    | IP            | 4             | 1             | -                    | 0                    | 0                    | 31     | 9      |
| 1981/82 | Cagliari       | Serie A | 28     | 8    | IP            | 4             | 0             | -                    | 0                    | 0                    | 32     | 8      |
| 1982/83 | Turín          | Serie A | 30     | 8    | IP            | 11            | 2             | -                    | 0                    | 0                    | 41     | 10     |
| 1983/84 | Turín          | Serie A | 26     | 7    | IP            | 10            | 2             | -                    | 0                    | 0                    | 36     | 9      |
| 1984/85 | Udinese        | Serie A | 20     | 5    | IP            | 5             | 0             | -                    | 0                    | 0                    | 25     | 5      |
| 1985/86 | Inter          | Serie A | 7      | 0    | IP            | 3             | 0             | UEFA                 | 1                    | 0                    | 11     | 0      |
| 1986/87 | Sambenedettese | Serie B | 26     | 8    | IP            | 0             | 0             | -                    | 0                    | 0                    | 26     | 8      |
| Celkem  | Celkem         | Celkem  | 354    | 79   | -             | 57            | 8             | -                    | 1                    | 0                    | 412    | 87     |

## Hráčské úspěchy

### Reprezentační
- 1× na MS (1982 – zlato)

### Vyznamenání
Zlatý límec za sportovní zásluhy (2017)